# Catégorie indexée
 (mars 2025).
En théorie des catégories, une catégorie indexée est un pseudofoncteur de {\displaystyle C^{op}} vers {\displaystyle Cat}, où {\displaystyle Cat} est une 2-catégorie dont les objets sont des catégories. À toute catégorie indexée est associée une construction de Grothendieck, qui donne naissance à une catégorie fibrée.